# Дві нові науки
«Математичні міркування та демонстрації про дві нові науки» (ітл. Discorsi e dimostrazioni matematiche, intorno à due nuove scienze) — це остання книга Галілео Галілея, опублікована в 1638, в яку увійшла більша частина його робіт за останні 30 років від смерті дослідника. Книга закладає основи механіки як науки, чим знаменує кінець аристотелевської фізики й початок сучасної науки. Часто твір перекладають у скороченому вигляді як «Дві нові науки»; в інших випадках, як «Діалоги про дві нові науки» або «Міркування про дві нові науки».
У книзі діють ті ж головні герої, що з його попередньої книги «Діалоги про дві вищі системи світу» у Венеції, але з певними видозмінами. Симпліціо, зокрема, більше не є впертим аристотеліанцем.

## Зміст
Книга поділена на чотири частини, дія кожної відбувається в інший день і стосується різних областей фізики. Галілей присвятив книгу лорду графу Ноайлю.
Першого дня Галілей торкається тем, які обговорювалися у «Фізиці» Аристотеля, а також у «Механіці» школи Аристотеля. Перший день представляє діалог між Сальвіаті, Сагредо та Сімпліціо. Усі троє відповідають самому Галілею на різних етапах свого життя, Сімпліціо — це молодий Галілей, а Сальвіаті — старший. Сагредо не розуміє, чому механіці не можна просто збільшувати розміри, як у геометрії. З цього приводу Сальвіаті пояснює закон квадрата-куба: якщо площа тіла збільшується на квадратний коефіцієнт, то об'єм (і відповідно маса) — на кубічний. Далі поступово розвивається тема руху в вакуумі. Сальвіаті стверджує, що в середовищі, позбавленому будь-яких часток, усі тіла падатимуть з однаковою швидкістю (на противагу думці Аристотеля, що вважав нібито швидкість падіння пропорційна масі). Галілей робить невдалу спробу обрахувати швидкість світла, персонажі його книги розмовляють про фактори, що впливають на коливання струни.
Другий день стосується питання міцності матеріалів. Сальвіаті доводить, що терези можна використовувати не тільки з рівними плечами, якщо маса шальок обернено пропорційна відстані від точки опори. Демонструється стійкість до руйнування балок різного розміру та товщини, якщо вони оперті на один або обидва кінці. Він доводить палицю, покладену на коліно, найкраще ламати посередині, та показує, як обрахувати масу вантажа, що не зламає балку, до якої вантаж підвішений. Оптимальна форма для балки, яка підтримується з одного кінця та зазнає навантаження з іншого, отже, є параболічною.
Третій і четвертий дні присвячені науці про рух. Спершу йдеться про рівномірний рух і показується зв'язок між швидкістю, часом і відстанню. Потім розмова ведеться про рівноприскорений рух і показується, що швидкість зростає пропорційно до квадрату часу, а не до відстані. Розглядається рух по нахиленій площині. Галілей дає помилкове рішення проблеми брахістохрони, стверджуючи, що дуга кола є найшвидшим спуском.